# Kostas Grammenos
Kostas Grammenos o Costas Gramenos (en griego Κώστας Γραμμένος) es un profesor universitario griego, director de la Universidad Internacional de Grecia.

## Biografía
Nació en 1944 en Atenas, aunque es originario de Corfú. Estudió Economía en la Universidad Panteion y Finanzas en Gales. En 1962 empezó a trabajar en el Banco Nacional de Grecia, del cual fue perito de finanzas navales entre 1973 y 1974. Desde 1977 y hasta 1982 trabajó como investigador independiente y consejero.
A partir de 1982 enseñó como profesor visitante en la City University de Londres, de la cual se convirtió en profesor titular de Navegación, Comercio y Finazas en 1986, al fundar dicha facultad. En 1984 había fundado el programa de posgrado en dicho campo, en 1997 creó en el de Logística, Comercio y Finanzas y en 2002 el de Energía, Comercio y Finanzas. Es rector de la City University y decano de la Cass Business Scholl de la misma universidad. También es profesor visitante de la Universidad de Amberes.
En 2006 fue elegido director de la recién fundada Universidad Internacional de Grecia, con sede en Tesalónica, siendo responsable de su planificación. Asimismo, es miembro del Consejo Administrativo de la Institución Filantrópica de Aléxandros Onásis y del American Bureau of Shipping. Fue director de la Unión Internacional de Economistas Navales entre 1998 y 2002.

## Condecoraciones
En 1994 la reina Isabel II del Reino Unido le otorgó el título de «Oficial» del Imperio Británico por su «ofrecimiento en la enseñanza y la promoción de las relaciones greco-británicas». En 1998 fue nombrado Personalidad del Comercio Marítimo, mientras que en 1999 se le concedió el título académico más alto del Reino Unido: «doctor de ciencias».
En 2009 le otorgó, también la reina Isabel, el título de «Comandante» del Imperio Británico por sus «servicios en la enseñanza y la investigación».